# Miss Universo 1984
Miss Universo 1984, la 33.ª edición del concurso de belleza Miss Universo, se realizó en el Auditorio y Centro de Convenciones James L. Knight de Miami, Florida, Estados Unidos el 9 de julio.
Ochenta y una candidatas, representantes de igual número de países y territorios, compitieron por el título en esta versión del certamen que se celebró en Estados Unidos. Al final del evento, Lorraine Downes, Miss Universo 1983, de Nueva Zelanda, coronó como su sucesora a Yvonne Ryding, de Suecia. Elegida por un jurado de doce personas, la ganadora, de 21 años, se convirtió en la tercera representante de su país en obtener el título de Miss Universo después de Hillevi Rombin (Miss Universo 1955) y Margareta Arvidsson (Miss Universo 1966).
Este fue el decimoctavo concurso animado de forma consecutiva por el presentador de televisión estadounidense Bob Barker. Como comentarista, actuó la actriz Joan Van Ark. El programa fue transmitido vía satélite por la cadena de televisión estadounidense CBS.

## Historia

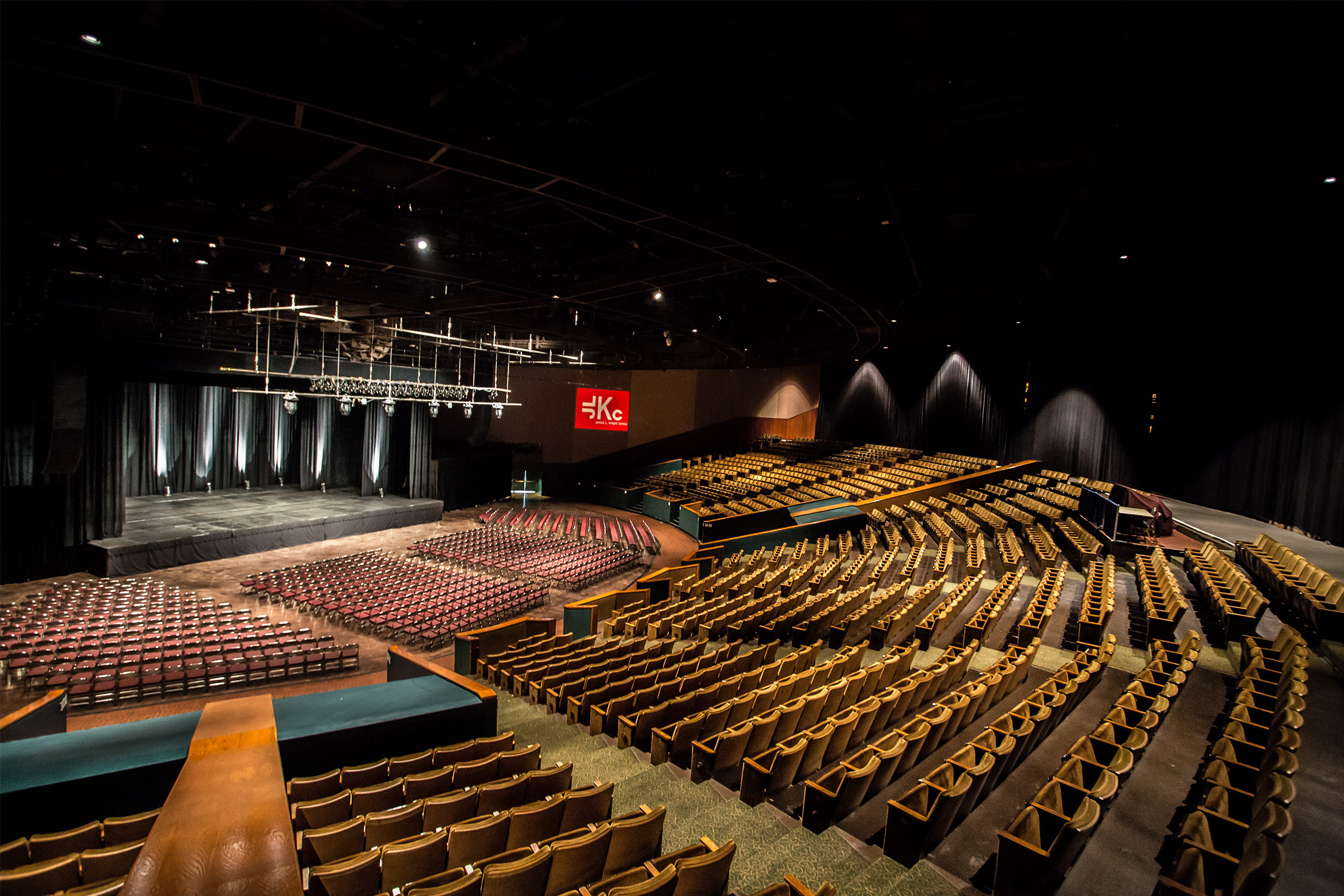
James L. Knight Convention Center, recinto sede de Miss Universo 1984

### Sede y fecha
El 22 de septiembre de 1983, el primer ministro de Tailandia, Prem Tinsulanonda, anunció que estaba de acuerdo en llevar el concurso de Miss Universo a Tailandia con el fin de promover la reputación del país y obtener divisas. Aunque las negociaciones no continuaron, el concurso de Miss Universo finalmente se llevó a cabo en Bangkok ocho años después.
El 13 de marzo de 1984, se anunció que Calgary (Canadá) había sido elegida como ciudad sede para el certamen. Sin embargo, en cuestión de días, surgieron problemas de financiación cuando el Ayuntamiento no permitió a la Oficina de Turismo comprometer fondos permanentes para el evento. Se alcanzó un acuerdo mediante el cual podrían utilizarse los fondos de la ciudad, pero que debían ser devueltos, aunque algunos se quejaron de «usar el sexo para vender la ciudad». A finales de abril, había indicios de que el concurso podría ser trasladado a Miami debido a que los problemas financieros continuaron, pero que las negociaciones seguían en curso con la esperanza de que Calgary retuviera el evento.
A pesar de los intentos de la Oficina de Turismo de Calgary, se anunció que Miami era oficialmente la nueva sede el 12 de mayo de 1984, una decisión que le costó $ 125 000 a Calgary y dejó a la ciudad enfrentando una potencial demanda de Miss Universe Inc., el propietario del concurso. Esta fue la primera vez que el concurso se llevó a cabo en esa parte del país desde 1971, cuando se celebró en Miami Beach.

### Selección de candidatas
Esta edición marcó los regresos de Barbados, Luxemburgo, Polonia, Yugoslavia, Zaire. Polonia había competido por última vez en 1959, Zaire en 1972, Luxemburgo en 1976, Yugoslavia en 1977, mientras que Barbados en 1979. Las Bahamas, Indonesia, Sri Lanka y Transkei se retiraron. Nilmini Iddamalgoda de Sri Lanka no participó debido a que sufrió depresión y nostalgia por su país. La candidata de Transkei tampoco participó porque no logró obtener un pasaporte.

## Resultados

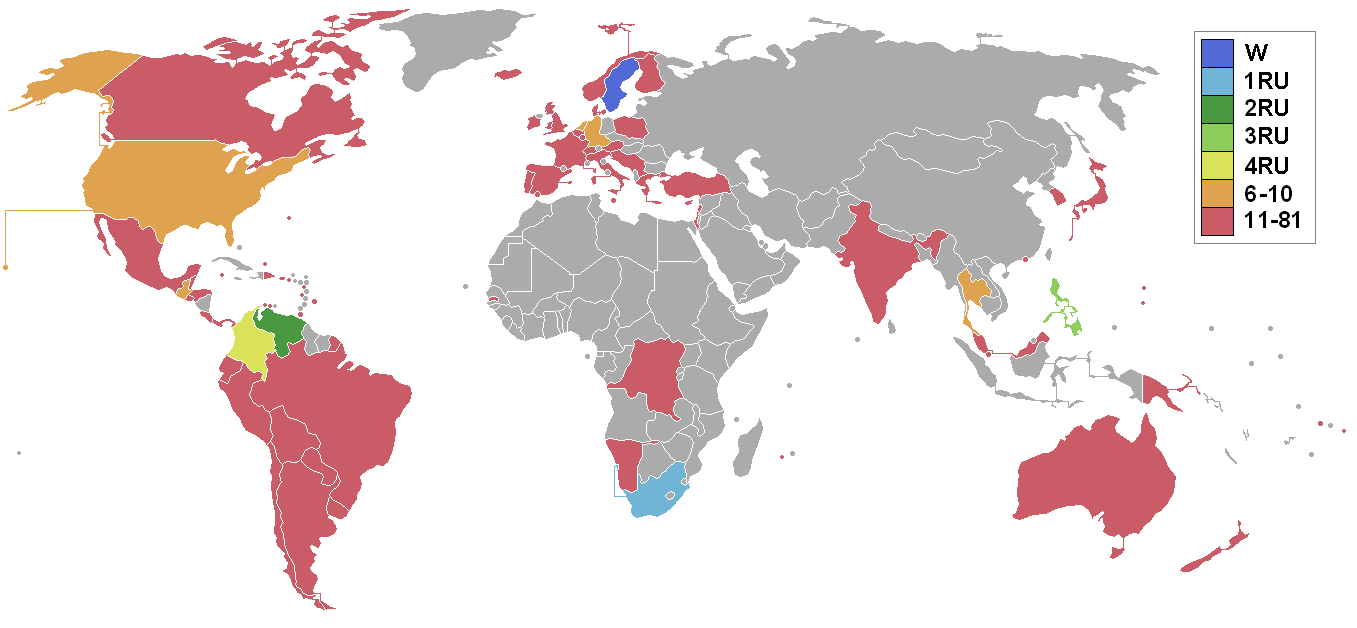
Países y territorios que enviaron candidatas y resultados para Miss Universo 1984

### Clasificación final
La ganadora, las finalistas y las semifinalistas son las siguientes candidatas:
| Posición           | Concursante |
| ------------------ | --- |
| Miss Universo 1984 | - Suecia - Yvonne Ryding (21) |
| 1.ª finalista      | - Sudáfrica - Letitia Snyman (20) |
| 2.ª finalista      | - Venezuela - Carmen María Montiel (19) |
| 3.ª finalista      | - Filipinas - Desiree Verdadero (21) |
| 4.ª finalista      | - Colombia - Susana Caldas (20) |
| Semifinalistas     | - Tailandia - Savinee Pakaranang (19) - Holanda - Nancy Neede (21) - Alemania - Brigitta Berx (22) - Guatemala - Ilma Urrutia (21) - Estados Unidos - Mai Shanley (21) |

### Premios especiales
Los premios de Traje nacional, Miss Simpatía y Miss Fotogénica fueron otorgados a las siguientes naciones y candidatas:
| Premio          | Premio          | Concursante                 |
| --------------- | --------------- | --------------------------- |
| Traje nacional  | Ganadora        | - India - Juhi Chawla       |
| Traje nacional  | 2.º lugar       | - Uruguay - Yissa Pronzatti |
| Traje nacional  | 3.er lugar      | - Hong Kong - Mina Godenzi  |
| Miss Simpatía   | Miss Simpatía   | - Gibraltar - Jessica Palao |
| Miss Fotogénica | Miss Fotogénica | - España - Garbiñe Abasolo  |

## Puntajes oficiales

### Competencia semifinal
Según el orden en el que las diez semifinalistas fueron anunciadas, sus puntajes oficiales fueron los siguientes:
| País           | Promedio preliminar | Entrevista | Traje de baño | Traje de noche | Promedio semifinal |
| -------------- | ------------------- | ---------- | ------------- | -------------- | ------------------ |
| Alemania       | 8.136 (5)           | 8.175 (10) | 9.140 (3)     | 9.027 (6)      | 8.780 (8)          |
| Estados Unidos | 8.093 (6)           | 8.195 (9)  | 8.670 (8)     | 8.855 (9)      | 8.573 (10)         |
| Tailandia      | 8.088 (7)           | 8.610 (6)  | 9.130 (5)     | 8.975 (8)      | 8.905 (6)          |
| Suecia         | 8.500 (1)           | 9.090 (4)  | 9.460 (1)     | 9.540 (1)      | 9.363 (1)          |
| Holanda        | 8.345 (4)           | 8.555 (8)  | 8.950 (6)     | 9.175 (5)      | 8.893 (7)          |
| Guatemala      | 7.956 (9)           | 8.590 (7)  | 8.820 (7)     | 8.805 (10)     | 8.738 (9)          |
| Filipinas      | 8.470 (2)           | 9.050 (5)  | 9.140 (3)     | 9.255 (3)      | 9.148 (3)          |
| Sudáfrica      | 8.048 (8)           | 9.100 (3)  | 8.635 (9)     | 9.025 (7)      | 8.920 (5)          |
| Venezuela      | 8.430 (3)           | 9.140 (2)  | 9.280 (2)     | 9.285 (2)      | 9.235 (2)          |
| Colombia       | 7.935 (10)          | 9.200 (1)  | 8.530 (10)    | 9.220 (4)      | 8.983 (4)          |

Las cinco finalistas fueron anunciadas en el siguiente orden: Filipinas, Suecia, Sudáfrica, Venezuela y Colombia.

### Competencia preliminar: traje de baño
Los puntajes de las candidatas en la competencia preliminar de traje de baño fueron los siguientes (las diez semifinalistas aparecen en cursiva y la ganadora, además, en negrita):
- 8.500 Holanda
- 8.245 Alemania
- 8.245 Filipinas
- 8.150 Venezuela
- 8.140 Suecia
- 8.110 Noruega
- 7.950 Tailandia
- 7.925 Islandia
- 7.895 Estados Unidos
- 7.740 Finlandia
- 7.680 Panamá
- 7.625 Guatemala
- 7.603 Gales
- 7.560 Costa Rica
- 7.560 Trinidad y Tobago
- 7.460 Perú
- 7.440 Austria
- 7.435 Israel
- 7.425 Sudáfrica
- 7.408 Uruguay
- 7.380 Dinamarca
- 7.370 Inglaterra
- 7.360 Turquía
- 7.345 Irlanda
- 7.340 Japón
- 7.295 Yugoslavia
- 7.290 Corea
- 7.244 España
- 7.230 Ecuador
- 7.210 Colombia
- 7.200 Suiza
- 7.160 Australia
- 7.110 Líbano
- 7.100 Martinica
- 7.090 Chipre
- 7.050 Nueva Zelanda
- 7.050 Portugal
- 7.050 Zaire
- 7.045 Canadá
- 7.040 Curazao
- 7.040 Grecia
- 7.015 Hong Kong
- 7.010 Italia
- 7.000 Polonia
- 6.990 Honduras
- 6.945 Escocia
- 6.935 India
- 6.925 Namibia
- 6.920 Guam
- 6.905 Francia
- 6.900 Argentina
- 6.890 Islas Vírgenes Británicas
- 6.890 Islas Caimán
- 6.870 Puerto Rico
- 6.840 Paraguay
- 6.830 Brasil
- 6.830 República Dominicana
- 6.820 Luxemburgo
- 6.805 Malasia
- 6.730 Chile
- 6.725 Islas Vírgenes de los Estados Unidos
- 6.670 Malta
- 6.660 Islas Cook
- 6.650 Samoa Occidental
- 6.640 Guadalupe
- 6.635 El Salvador
- 6.630 Reunión
- 6.620 México
- 6.620 Singapur
- 6.575 Bélgica
- 6.570 Gibraltar
- 6.565 Gambia
- 6.530 Guyana Francesa
- 6.490 Papúa Nueva Guinea
- 6.460 Bermuda
- 6.430 Aruba
- 6.390 Marianas del Norte
- 6.330 Bolivia
- 6.210 Belice
- 6.195 Barbados
- 6.010 Islas Turcas y Caicos

## El concurso

### Formato
En esta edición, el número de semifinalistas se redujo a diez, en comparación con las doce semifinalistas de la edición anterior. Se seleccionaron mediante una competición preliminar y entrevistas a puerta cerrada. Las semifinalistas participaron en la competencia de traje de baño y de noche, y respondieron preguntas en una breve entrevista en el escenario con el presentador, Bob Barker. Posteriormente, se seleccionaron las cinco finalistas para competir en la ronda de preguntas y respuestas.

### Panel de jueces
El panel de jueces estuvo conformado por las siguientes doce personas:
- Marcus Allen, jugador de fútbol americano
- Karen Baldwin, Miss Universo 1982 de Canadá
- Linda Christian, actriz mexicana
- Ronny Cox, actor y cantante estadounidense
- Harry Guardino, actor estadounidense
- William Haber, fundador de Creative Artists Agency
- Carolina Herrera, diseñadora venezolana
- Lucía Méndez, actriz mexicana
- Maria Tallchief, bailarina estadounidense
- Alan Thicke, cantante y presentador de televisión canadiense
- Constance Towers, actriz estadounidense
- Johnny Yune, actor, cantante y comediante coreano-estadounidense

## Concursantes
Las candidatas al título de Miss Universo 1984 fueron las siguientes:
| País/Territorio                      | Candidata              | Edad | Procedencia         |
| ------------------------------------ | ---------------------- | ---- | ------------------- |
| Alemania Occidental                  | Brigitta Berx          | 22   | Düsseldorf          |
| Argentina                            | Leila Elizabeth Adar   | –    | Buenos Aires        |
| Aruba                                | Jacqueline van Putten  | 23   | San Nicolaas        |
| Australia                            | Donna Rudrum           | 20   | Hobart              |
| Austria                              | Michaela Nussbaumer    | –    | Hörbranz            |
| Barbados                             | Lisa Worme             | –    | Christchurch        |
| Bélgica                              | Brigitte Muyshondt     | 24   | Amberes             |
| Belice                               | Lisa Ramirez           | –    | Ciudad de Belice    |
| Bermudas                             | Rhonda Wilkinson       | 21   | Saint George        |
| Bolivia                              | Lourdes Aponte         | –    | La Paz              |
| Brasil                               | Ana Elisa Flores       | 18   | São Paulo           |
| Canadá                               | Cynthia Kereluk        | 22   | Saskatoon           |
| Chile                                | Carol Bähnke           | –    | Viña del Mar        |
| Chipre                               | Zsa Zsa Melodias       | –    | Limasol             |
| Colombia                             | Susana Caldas          | 20   | Cartagena de Indias |
| Corea del Sur                        | Lim Mi-sook            | –    | Seúl                |
| Costa Rica                           | Silvia Portilla        | –    | San José            |
| Curazao                              | Suzanne Verbrugge      | 19   | Willemstad          |
| Dinamarca                            | Catarina Clausen       | 18   | Copenhague          |
| Ecuador                              | Leonor Gonzenbach      | 17   | Guayaquil           |
| El Salvador                          | Ana Lorena Samagoa     | –    | San Salvador        |
| Escocia                              | May Monaghan           | 23   | Glasgow             |
| España                               | Garbiñe Abasolo        | 20   | Bilbao              |
| Estados Unidos                       | Mai Shanley            | 21   | Alamogordo          |
| Filipinas                            | Desiree Verdadero      | 21   | Manila              |
| Finlandia                            | Anna-Liisa Tilus       | 19   | Helsinki            |
| Francia                              | Martine Robine         | 19   | Cabourg             |
| Gales                                | Jane Riley             | 20   | Newport             |
| Gambia                               | Mirabel Carayol        | 19   | Banjul              |
| Gibraltar                            | Jessica Palao          | 19   | Gibraltar           |
| Grecia                               | Peggy Dogani           | 19   | Atenas              |
| Guadalupe                            | Martine Seremes        | –    | Basse-Terre         |
| Guam                                 | Eleanor Benavente      | –    | Agaña               |
| Guatemala                            | Ilma Urrutia           | 20   | Jutiapa             |
| Guayana Francesa                     | Rose Nicole Lony       | –    | Cayena              |
| Holanda                              | Nancy Neede            | 21   | Ámsterdam           |
| Honduras                             | Myrtice Hyde           | 22   | Roatán              |
| Hong Kong                            | Joyce Godenzi          | 19   | Hong Kong           |
| India                                | Juhi Chawla            | 16   | Bombay              |
| Inglaterra                           | Louise Gray            | 21   | Chesterfield        |
| Irlanda                              | Trish Nolan            | 19   | Tallaght            |
| Islandia                             | Berglind Johansson     | 18   | Reikiavik           |
| Islas Caimán                         | Thora Crighton         | 22   | George Town         |
| Islas Cook                           | Margaret Brown         | –    | Rarotonga           |
| Islas Marianas del Norte             | Porsche Salas          | 18   | Saipán              |
| Islas Turcas y Caicos                | Deborah Lindsey        | –    | Gran Turca          |
| Islas Vírgenes Británicas            | Donna Frett            | –    | Tórtola             |
| Islas Vírgenes de los Estados Unidos | Patricia Graham        | –    | Santa Cruz          |
| Israel                               | Sapir Koffmann         | 19   | Petaj Tikva         |
| Italia                               | Raffaella Baracchi     | 20   | Turín               |
| Japón                                | Megumi Niiyama         | 22   | Tokio               |
| Líbano                               | Susan El Sayed         | –    | Beirut              |
| Luxemburgo                           | Romy Bayeri            | –    | Luxemburgo          |
| Malasia                              | Latifah Hamid          | –    | Kuala Lumpur        |
| Malta                                | Marisa Sammut          | –    | Sliema              |
| Martinica                            | Danielle Clery         | –    | Fort-de-France      |
| México                               | Elizabeth Broden       | 20   | Sinaloa             |
| Namibia                              | Petra Harley Peters    | –    | Windhoek            |
| Noruega                              | Ingrid Martens         | 19   | Oslo                |
| Nueva Zelanda                        | Tania Clague           | 18   | Auckland            |
| Panamá                               | Cilinia Prada          | 18   | Ciudad de Panamá    |
| Papúa Nueva Guinea                   | Patricia Mirisa        | –    | Port Moresby        |
| Paraguay                             | Elena Ortiz            | –    | Asunción            |
| Perú                                 | Fiorella Ferrari       | –    | Lima                |
| Polonia                              | Joanna Karska          | 22   | Varsovia            |
| Portugal                             | Maria de Fatima Jardim | –    | Lisboa              |
| Puerto Rico                          | Sandra Beauchamp       | –    | Mayagüez            |
| República Dominicana                 | Sumaya Heinsen         | –    | Sosúa               |
| Reunión                              | Marie Lise Gigan       | –    | Saint-Denis         |
| Samoa                                | Lena Slade             | –    | Apia                |
| Singapur                             | Violet Lee             | 23   | Singapur            |
| Sudáfrica                            | Letitia Snyman         | 20   | Transvaal           |
| Suecia                               | Yvonne Ryding          | 21   | Eskilstuna          |
| Suiza                                | Silvia Affolter        | 19   | Zúrich              |
| Tailandia                            | Savinee Pakaranang     | 19   | Bangkok             |
| Trinidad y Tobago                    | Gina Marie Tardieu     | –    | Puerto España       |
| Turquía                              | Gülçin Ülker           | –    | Estambul            |
| Uruguay                              | Yissa Pronzatti        | –    | Montevideo          |
| Venezuela                            | Carmen María Montiel   | 19   | Maracaibo           |
| Yugoslavia                           | Ksenija Borojevic      | 22   | Zagreb              |
| Zaire                                | Lokange Lwali          | –    | Kinsasa             |